# サンディ・ウェスト
サンディ・ウェスト（Sandy West、1959年7月10日 - 2006年10月21日）は、アメリカ合衆国のミュージシャン、歌手、ソングライター、ドラマー。彼女は女性ドラマーのパイオニアとしてファンや批評家に認められている。ロックミュージック界で広範囲に及ぶ人気と批評家からの称賛を勝ち取った初の女性ドラマーであった。ザ・ランナウェイズの創立メンバーの1人である。

## 生い立ち
サンディはロングビーチで生まれ、ハンティントンビーチで育った。サーフィンとスキーに等しく時間を費やした、典型的な「カリフォルニア娘」であった。9歳の時に祖父がドラムセットを買い与えた。1960年代ロックンロールの熱狂的ファンであったサンディは直ちに、そして定期的にロックミュージックの練習を開始した。彼女は天性の資質を示し、直ぐにドラマーとして上達した。

## ザ・ランナウェイズ
サンディはプロの演奏家になりたいという野心に突き動かされ、メンバー全員が女の子のロックバンドを作るという着想を持って、南カリフォルニアで仲間となるミュージシャンや業界関係者との接触を模索した。1975年、彼女は音楽プロデューサーのキム・フォーリー (Kim Fowley) に出会い、地区内に住むもう1人の若いミュージシャン、ギタリストのジョーン・ジェットの電話番号を教わった。その後まもなくしてジョーンとサンディは落ち合った。ジョーンは一緒に演奏するための曲を何曲か携えて、サンディの家までバスでやって来た。彼女たちの間には明らかな相乗効果があった。この日がザ・ランナウェイズの始まりという事もできる。彼女たちはその後フォーリーの前で演奏した。フォーリーはバンドを充実させるために他の女性ミュージシャン、特にリタ・フォードとシェリー・カーリーを獲得する手助けをすることに同意した。

## ランナウェイズ以後
4年間世界中をツアーし、レコーディングをした後、ザ・ランナウェイズは1979年に解散した。レコード業界では、バンド活動中に産み出された収益の多くが、ミュージシャンの手元に残らない事が多い。サンディもその例にもれなかった。彼女はプロのミュージシャンを続けるために様々な試みをした。南カリフォルニアの他のグループと演奏し、ソロアルバム『The Beat is Back』をリリースし、サンディ・ウェスト・バンドを結成した。これらの試みは全て顕著な収入は産み出さず、サンディはランナウェイズ以後の年月の大部分を音楽界の外で働くことを余儀なくされた。
サンディはバンドの元ベーシスト、ヴィクトリー・ティシュラー＝ブルー製作・脚本・監督による、ザ・ランナウェイズのドキュメンタリー映画『Edgeplay: A Film About The Runaways』(2004年) に出演した。身を切るようなインタビューシーンを提供し、ランナウェイズ以降、困窮していることを語った。彼女は大部分を建築業界で働き、バーテンダーと獣医のアシスタントとして短期間を過ごした。『Edgeplay』の他のインタビューでは生活のために犯罪的な行為に手を染めた事実についても触れている。サンディはインタビュー中ほとんど涙で詰まり、ザ・ランナウェイズが昔のように集まって、演奏を続けることができない事を受け入れられないでいた。この2004年の彼女自身の告白によれば、彼女はバンドの消滅を全く乗り越えられていなかった。
2005年、サンディは肺癌と診断され、後に脳腫瘍へと進行した。彼女は2006年10月21日に亡くなった。47歳であった。ジョーン・ジェットは「私たちはロックンロールを演奏する女の子の夢を共有しました。サンディは活力にあふれた、力強いドラマーでした。」と語り、更に「私は友人を失った悲しみに打ちひしがれています。私たちは何時も自分たちが世界を変えるんだと語り合っていました。」と続けた。シェリー・カーリーは「サンディ・ウェストは疑いようもなくロックンロール史上、最も偉大な女性ドラマーでした。並ぶものなどなく、彼女の域に近づくことさえできませんでした。しかし最も大事なものは彼女の心です。サンディ・ウェストは驚く程ファンや友人、家族を愛していました。彼女は自分が愛していた人々のためなら何でもしました。唯一無二の存在であるサンディ・ウェストを私は永遠に失ってしまいました。二度と以前と同じ様にはステージを踏むことができないでしょう。」と述べた。